# Ronde van Japan
De Ronde van Japan (ツアー・オブ・ジャパン, Tour of Japan) is een meerdaagse wielerwedstrijd door Japan. De rittenkoers maakt sinds de invoering van de continentale circuits in 2005 deel uit van de UCI Asia Tour en heeft een 2.2-status in deze competitie. Hiervoor had de wedstrijd een 2.5-status. De wedstrijd duurt ongeveer een week. De Ronde van Japan wordt georganiseerd door Asahi Shimbun (The Asahi Shimbun Company) en Nikkan Sports.
De wedstrijd bestaat sinds 1996. Opmerkelijk genoeg heeft sindsdien slechts één Japanner gewonnen - Shinichi Fukushima schreef de wedstrijd in 2004 op zijn naam.
In 2003 werd de wedstrijd níet georganiseerd wegens de SARS-epidemie.
De editie 2011 werd afgelast ten gevolge de zeebeving en tsunami die op 11 maart van dat jaar het noorden van Japan trof.
Tussen 2014 en 2019 kwam de wedstrijd uit in de 2.1-wedstrijdcategorie. In 2021 en 2022 viel de wedstrijd onder de 2.2-categorie. De editie van 2023 viel dan weer onder de 2.1-categorie. Sinds 2024 komt de wedstrijd weer uit op een niveau lager, de 2.2-categorie.

## Lijst van winnaars

### Meervoudige winnaars
| Zeges | Renner                       | Land      | Jaren      |
| ----- | ---------------------------- | --------- | ---------- |
| 2     | Fortunato Baliani            | Italië    | 2012, 2013 |
| 2     | Mirsamad Poorseyedigolakhour | Iran      | 2014, 2015 |
| 2     | Óscar Pujol                  | Spanje    | 2016, 2017 |
| 2     | Nathan Earle                 | Australië | 2022, 2023 |

### Overwinningen per land
| Overwinningen | Land                                           |
| ------------- | ---------------------------------------------- |
| 6             | Italië                                         |
| 4             | Spanje                                         |
| 3             | Australië                                      |
| 2             | Iran, Japan, Polen, Oekraïne, Verenigde Staten |
| 1             | Colombia, Frankrijk, Zwitserland               |